# Stepan Vassilievitch Vostrotine
Stepan Vassilievitch Vostrotine (en russe : Степан Васильевич Востротин), né le 10 décembre 1864 à Ienisseïsk (Empire russe) et mort le 1er mai 1943 à Nice (régime de Vichy) est une personnalité politique sibérienne et un explorateur polaire. Maire de Ienisseïsk de 1894 à 1899, il est député à la douma d'État de l'Empire russe de 1911 à 1917, membre du KD et proche des régionalistes sibériens. Adhérant au gouvernement provisoire sibérien pendant la guerre civile russe, il est contraint de fuir le pays vers Harbin en Mandchourie. Il décède à Nice, et est citoyen d'honneur héréditaire de Ienisseïsk.

## Situation personnelle

### Origines familiales
La famille Vostrotine descend des serfs de la famille Sliakitchines achetés par le propriétaire de l'usine de Kasli (de nos jours dans l'oblast de Tcheliabinsk), usine célèbre de l'Oural pour sa fonderie de fer. Cette usine fut construite en 1746-1750 par le marchand Iakov Korobkov, originaire de Toula, après un contrat avec la chancellerie du gouvernement d'Orenbourg. En 1758, l'usine est rachetée Nikita Nikititch Demidoff, puis est passée à diverses personnes. 

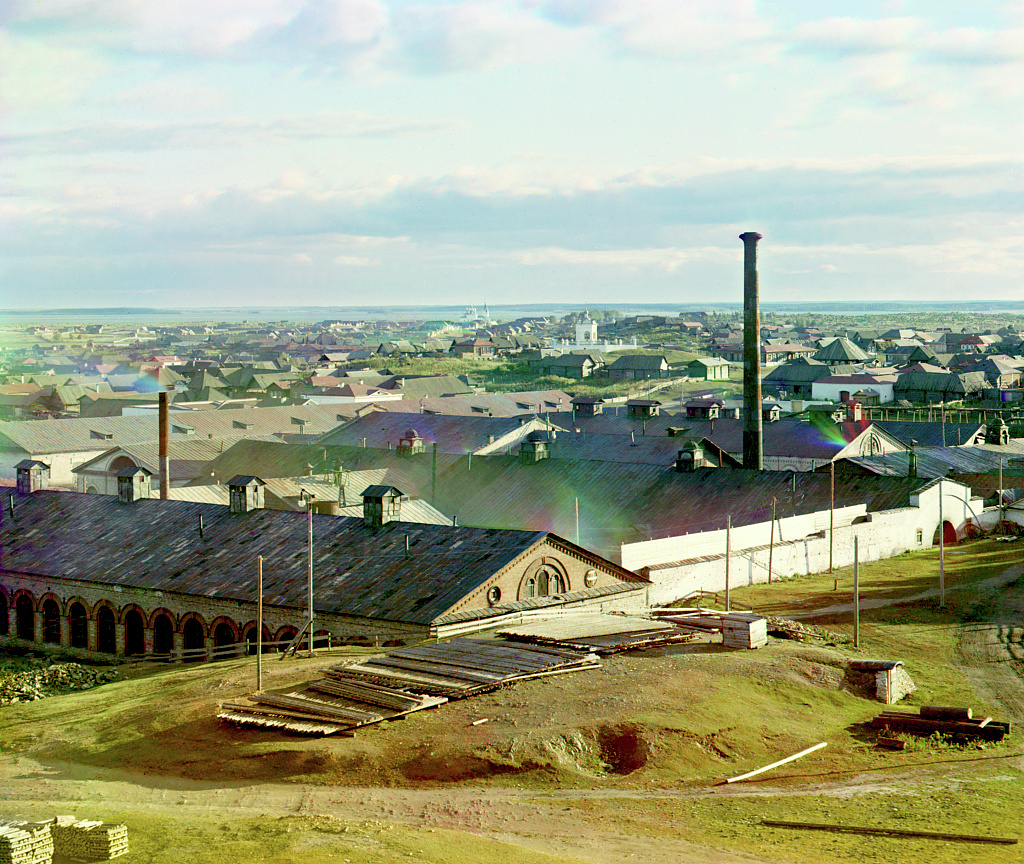
Fonderies de Kasli par Sergueï Prokoudine-Gorski, 1910.

D'après la légende, un des gérants de l'usine remarqua un Sliakichins, qui avait de bonnes compétences, une dextérité et un travail rapide en tant que contremaître de fonderie. Apprenant son nom de famille, le gérant lui fit changer de nom en Vostrotine, car l'ancien nom ne pouvait correspondre à un maître aussi vif et « pointu ». Parmi ses descendants on retrouve le chef du soulèvement de Kychtym (ru) en 1822-1823, le plus grand soulèvement de l'Oural par les ouvriers des usines métallurgiques de Kychtym et Kasli. 
Stepan Mikhaïlovitch Vostrotine (grand-père), eut deux enfants, Timofeï (1827-?) et Vassili Stepanovitch (1840-1889), mais les deux enfants durent rester dans l'Oural alors que leurs parents furent envoyés au début des années 1850 dans les mines d'or de la taïga du nord de l'Ienisseï dans la société Zotov, dirigée par G.F. Zotov. Ce Zotov était le neveu du directeur des usines de Kychtym et Kasli, et fonda la société Zotov. L'aîné du couple, Timofeï, travaillait à l'usine de Kasli puis fut formé en 1853 pour être envoyé à Sébastopol lors de la guerre de Crimée, mais pour diverses raisons, il n'atteint jamais Sébastopol et revint quelques mois après. Vassili s'occupait lui d'un troupeau de moutons puis a été transféré dans une mine d'or de la rivière Kaganka,.
La communication entre les parents dans la taïga était extrêmement rare, comme ils étaient serfs ils ne pouvaient pas voyager et l'analphabétisme rendait compliquée la communication écrite. L'abolition du servage par Alexandre II le 19 février 1861 permit à Stepan Mikhaïlovitch Vostrotine et sa femme de s'établir à Ienisseïsk, à cette époque grande ville sibérienne sur le Ienisseï, riche et marchande. Bientôt, le plus jeune fils Vassili rejoignit son père depuis l'Oural vers Ienisseïsk, alors que Timofeï resta dans l'Oural. 
Vassili (père) se maria à Ienisseïsk avec Akoulina Savelievna Glazkova (mère). La famille Glazkov venait d'anciens serfs de l'usine métallurgique de Kychtym, envoyés aussi par Zotov dans la taïga du Ienisseï. Cette famille resta à Ienisseïsk après l'abolition du servage, devenant marchands. 
Avec l'arrivée de son fils à Ienisseïsk, Stepan Mikhaïlovitch Vostrotine démissionna de la société Zotov, et décida de se lancer dans ses propres affaires. Il décida pour vite acquérir du capital de se lancer dans l'approvisionnement des mineurs d'or en nourriture. Avec ce capital rapidement gagné, il changea son statut social pour devenir commerçant (bourgeois). Pour être bourgeois, il fallait une autorisation des autorités si on descendait de paysans, et il fallait avoir un bien immobilier et payer des taxes. Il acheta une vieille maison, et il put ainsi changer de classe sociale. En 1865, Stepan Mikhaïlovitch et son fils Vassili louèrent avec son entreprise une cabane d'hiver pour mener leurs opérations, ce qui devint vite fructueux. C'est ainsi que la même année, avec l'argent, Vassili acheta une mine d'or.  Timofeï et les deux enfants de son premier mariage (Andreï et Stepan), avec sa seconde épouse, vinrent à Ienisseïsk pour participer à cette entreprise. 
En 1869, Ienisseïsk subit un terrible incendie, qui brûle la maison des Vostrotine tout comme deux tiers de la ville. Stepan Mikhaïlovitch reconstruisit en deux à trois ans la maison en un grand domaine en pierre.
En même temps, Timofeï et Vassili formèrent leur entreprise. Ils devinrent riches et s'inscrivirent dans la 2ème guilde, puis dans la 1ère guilde des marchands. En 1870, une nouvelle charte impériale autorise tout le monde à ouvrir des mines d'or, mais la production d'or a en même temps fortement chuté, et les industries venues de Russie européenne firent faillite, seules les dynasties de Ienisseïsk riches et expérimentées gardèrent leurs affaires ; avec les Kytmanov, Vostrotine, Funtosov, Balandins et Bazilevski.
Au début du XXe siècle, la dynastie des Vostrotine devint les plus grands marchands et chercheurs d'or du gouvernement du Ienisseï, et s'ouvrit aux capitaux étrangers qui pénétraient le marché sibérien. Dans la ville, Timofeï et Vassili étaient connus comme de  généreux philanthropes, et obtinrent le titre  de « citoyens d'honneur de Ienisseïsk ». Ils entretenaient l'église de l'Exaltation de la Croix  de la ville et firent des dons pour la construction d'hôpitaux, d'écoles, d'églises et d'un refuge. Vassili était le plus respecté de la famille, car ayant été serf, ouvrier dans l'Oural, marchand, propriétaire, et ayant été analphabète jusqu'à ses 30 ans.
Le couple Vassili et Akoulina a quatre enfants — Stepan Vassilievitch Vostrotine, Vassili Vassilievitch Vostrotine, Maria Vassilievna Vostrotina  et Alexandra Vassilievna Vostrotina. 